# Noud Stempels
Reinier „Noud“ Stempels (* 4. April 1882 in Den Haag; † 12. Oktober 1970) war ein niederländischer Fußballspieler.

## Verein
Mittelfeldspieler Stempels spielte auf Vereinsebene in der Saison 1907/08 für HVV Quick. In jener Saison gewann sein Verein die niederländische Meisterschaft.

## Nationalmannschaft
Er bestritt von seinem Debüt am 29. März 1908 in der Partie gegen die belgische Auswahl bis zu seinem letzten Einsatz am 10. Mai 1908 gegen Frankreich drei Länderspiele für die niederländische Fußballnationalmannschaft. Ein Tor erzielte er nicht.

## Erfolge
- Niederländischer Meister 1908